# Miradero (Mayagüez)
Miradero es un barrio ubicado en el municipio de Mayagüez en el estado libre asociado de Puerto Rico. En el Censo de 2010 tenía una población de 5724 habitantes y una densidad poblacional de 754,28 personas por km².

## Geografía
Miradero se encuentra ubicado en las coordenadas 18°13′32″N 67°8′23″O / 18.22556, -67.13972. Según la Oficina del Censo de los Estados Unidos, Miradero tiene una superficie total de 7.59 km², de la cual 7.59 km² corresponden a tierra firme y (0.03%) 0 km² es agua.

## Demografía
Según el censo de 2010, había 5724 personas residiendo en Miradero. La densidad de población era de 754,28 hab./km². De los 5724 habitantes, Miradero estaba compuesto por el 79.54% blancos, el 4.84% eran afroamericanos, el 0.37% eran amerindios, el 0.51% eran asiáticos, el 0.02% eran isleños del Pacífico, el 11.3% eran de otras razas y el 3.42% pertenecían a dos o más razas. Del total de la población el 97.99% eran hispanos o latinos de cualquier raza.